# Kingsley Sokari
Kingsley Sokari (30 maggio 1995) è un calciatore nigeriano, centrocampista del Kazma.

## Carriera

### Club
Dopo aver giocato per due stagioni nella prima divisione nigeriana con la maglia dell'Enyimba, dal 2015 gioca nella prima divisione tunisina con lo Sfaxien.

### Nazionale
Nel 2015 prende parte ai Mondiali Under-20, segnando una rete nella vittoria per 4-0 contro i pari età della Corea del Nord; successivamente gioca anche nella nazionale nigeriana Under-23.
Sempre nel 2015 disputa due presenze con la nazionale maggiore nigeriana.

## Palmarès

### Club

#### Competizioni nazionali
- Coppa di Nigeria: 2

Enyimba: 2013, 2014
- Coppa di Tunisia: 2

Sfaxien: 2018-2019, 2020-2021